# لا فويفا
لا فويفا هي بلدية تقع في وشقة، أرغون, غرب إسبانيا. في عام 2010, وصل عدد السكان في عام 2010 إلى 619 شخصاً.
من الميزات الملحوظة والبارزة في البلدية هي وجود تلة يصل إرتفاعها إلى 994 متر, وتلة صغيرة.